# 柳別什卡
49°34′55″N 24°23′47″E / 49.58194°N 24.39639°E
柳別什卡（烏克蘭語：Любешка），是烏克蘭西部的村莊，隸屬利維夫州的利維夫區。該村始建於1515年，面積2.3平方公里，海拔高度334米，2001年人口710，人口密度每平方公里308.7人。